# Alfred de Musset
Alfred de Musset (Párizs, 1810. december 11. – Párizs, 1857. május 2.) francia költő, drámaíró, a francia romantika kiemelkedő képviselője. A Victor Hugo köré csoportosult költők közül az egyik legjelentősebb. Magyar vonatkozású műve: Barberine rokkája (1835).

## Élete
Alfred de Musset jómódú irodalomkedvelő családból származott. 1828-ban bemutatták Hugo romantikus körének, ahol felfigyeltek tehetségére. 1830 után eltávolodott a romantikusoktól, mert elvesztette hitét a költő társadalmi aktivitásában.
Életének meghatározó élménye volt a nála hat évvel idősebb George Sandhoz (valódi nevén: Amandine Aurore Lucile Dupin) fűződő kapcsolata 1833–1835 között. Szakításukat követően Musset műveinek fő jegye a szomorúság lett, életében is búskomorrá vált, alkoholproblémákkal küzdött. 1838-tól a Belügyminisztérium könyvtárosa volt, ez időben kritikai írásaiban a klasszicizmus és romantika összebékítésére törekedett. 1852-től a Francia Akadémia tagja lett.
Párizsi otthonában hunyt el álmában, 1857. május 2-án. Sírja a Père-Lachaise temetőben található.

## Művészete
Musset műveinek hangvétele sokszor könnyeden ironikus, de elsősorban a szenvedélyes érzelmek és fájdalmak költője. Legszebb lírai költeményeit a George Sand iránti szerelme, majd a szakítás fájdalma ihlette. Prózai főműve A század gyermekének vallomása (1836). Költői főműve az Éjszakák (1833-37) című négyrészes versciklus. Drámái közül kiemelkedik a Lorenzaccio (1834) című ötfelvonásos tragédia.
Írói ars poeticája, költői eszménye az érzelmek spontán kifejezése. A művészi–technikai kérdéseket másodlagosnak minősítette.

## Művei

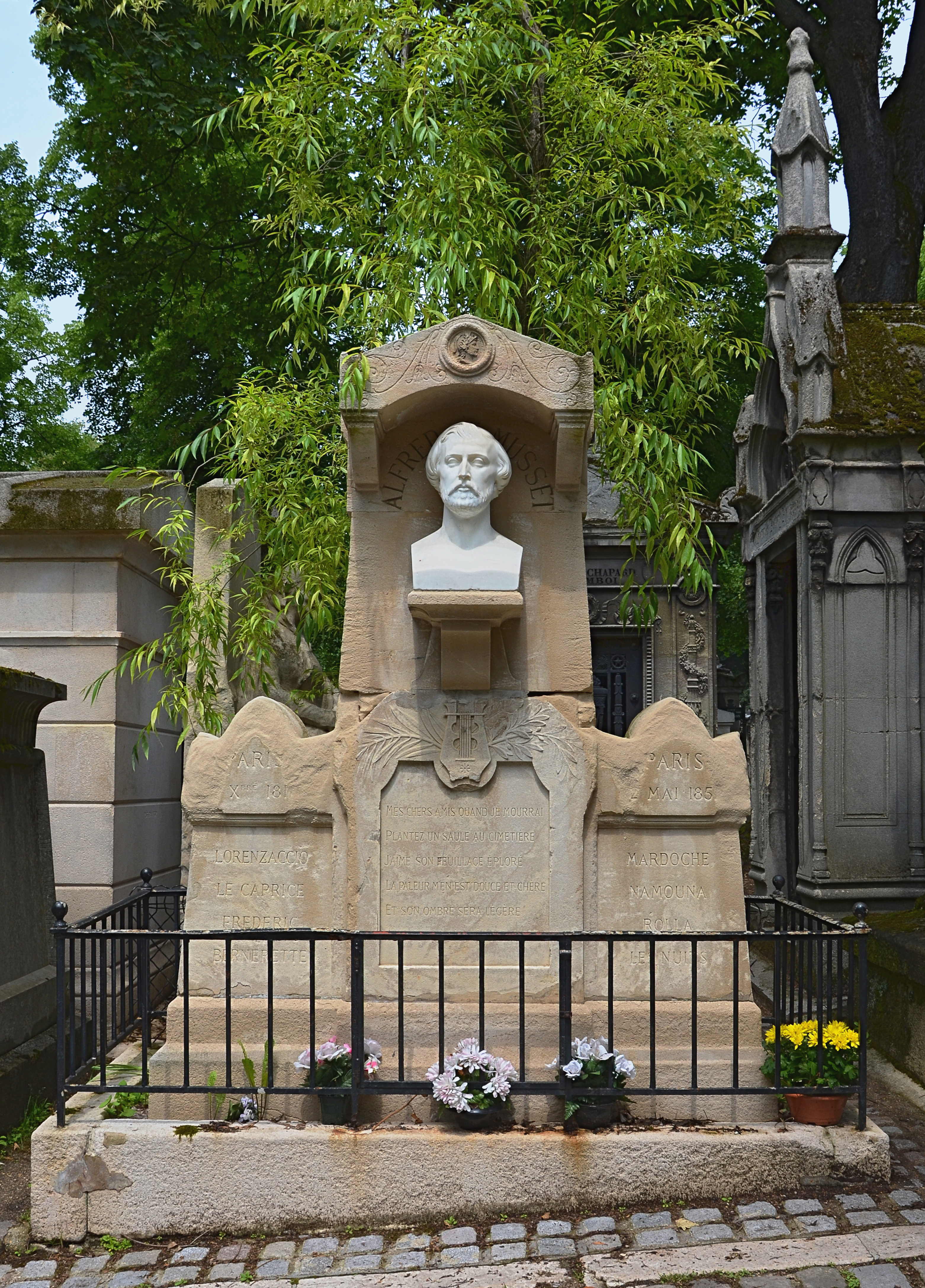
Musset síremléke a párizsi Père-Lachaise temetőben

- Spanyolországi és itáliai elbeszélések (1830)
- Marianne szeszélyei (1833)
- Rolla (1833)
- Fantasio (1834)
- Egy fehér rigó története (1834)
- Az ajtó legyen nyitva vagy csukva (1845)
- Ne esküdj semmire (1848)
- Falazó (1850)

## Magyar fordításban

### 1919-ig
- Az ajtó tárva vagy zárva legyen. Il faut qu'une porte soit ouverte ou fermée; ford. Tiszta Károly; in: Új évi emlény; kiad. a Miskolci Nemzeti Színház súgója, Martén Frigyes; Tóth Ny., Miskolc, 1859
- A csapodár; in: Színművek; ford. Csáthy Géza; Csáthy, Debrecen, 1867
- Ne fogadj fel soha semmit. Vígjáték; ford. Paulay Ede; Franklin, Bp., 1879 (Olcsó könyvtár)
- Két vetélytársnő; ford. Mignon; Ruzicska, Bp., 1891
- Szeszély. Vígjáték; ford. Zoltán Vilmos; Gross, Győr, 1897 (Egyetemes könyvtár)
- A szerelem hatalma; ford. Odd; Magyar Hírlap, Bp., 1898
- Simona; ford. Radó Antal; Lampel, Bp., 1898
- Tizian fia; ford. Marquis Géza; Lampel, Bp., 1899 (Magyar könyvtár)
- Alfred de Musset-ből; ford. Radó Antal; Lampel, Bp., 1899
- Miről álmodnak a lányok. Verses vígjáték; ford. Radó Antal; Lampel, Bp., 1904
- Az éjszakák; ford. Radó Antal; Lampel, Bp., 190? (Magyar könyvtár)
- Alfred de Musset válogatott költeményei; ford. Radó Antal; Lampel, Bp., 1905 (Remekírók képes könyvtára)
- Szeszély / Az ajtó tárva vagy zárva legyen; ford. Hevesi Sándor; Lampel, Bp., 1907 (Magyar könyvtár)
- André Messager: Fortunio. Lírikus vígjáték; Alfred de Musset A gyertyatartó c. műve nyomán Gaston Armand de Caillavet, Robert de Flers; ford. Várady Sándor; Operaház, Bp., 1907
- Gamiani vagy A kicsapongás két éjszakája; s.n., s.l., 1919

### 1920–1944
- Vallomás; ford. Kállay Miklós; Genius, Bp., 1921 (Nagy írók – nagy írások)
- Javotte titka; ford. Takács Mária; Világirodalom, Bp., 1923
- A század gyermekének vallomása; ford. Benedek Marcell; Pesti Napló, Bp., 1936 (Pesti Napló könyvek)
- A becsület nem tréfa; Kaland, Bp., 1942
- Néma szerelmesek; Kaland, Bp., 1942
- Csodatevő szerelem; Soóky, Bp., 1943
- Falusi kislány; Sík, Bp., 1943
- Párizsi lány; Siményi, Bp., 1943
- Fehérrigó házassága; Sík, Bp., 1943
- A király asszonya; Sík, Bp., 1943
- Szerencsétlen flótás; Sík, Bp., 1943

### 1945–
- Szeszély; ford., bev. Cs. Szabó László; Révai, Bp., 1945
- Lorenzaccio. Dráma 5 felvonásban; ford. Dávid Mihály, bev. Benedek Marcell; Budapest Irodalmi Intézet, Bp., 1948 (Új könyvtár)
- Lorenzaccio (Dráma 5 felvonásban). Fordította Dávid Mihály. Bp., Európa, 1957. "Világirodalmi Kiskönyvtár"
- Il faut qu'une porte soit ouverte ou fermée / Egy ajtó legyen nyitva vagy csukva (színmű); ford. Szávai Nándor; Terra, Bp., 1957 (Kétnyelvű Kiskönyvtár)
- Egy fehér rigó története. Elbeszélések; ford. Eckhardt Ilona; Európa, Bp., 1960
- Alfred de Musset válogatott versei; vál. Kálnoky László, ford. Illyés Gyula et al., életrajz, jegyz. Szegzárdy-Csengery József; Móra, Bp., 1960 (A világirodalom gyöngyszemei)
- A század gyermekének vallomása. Regény; ford. Benedek Marcell; Szépirodalmi, Bp., 1975 (Olcsó Könyvtár)
- Tudni kell dönteni; ford. Végh György; NPI, Bp., 1975 (Színjátszók kiskönyvtára)
- Gamiani, avagy A kicsapongás két éjszakája; ford. Adamik Lajos; Unió, Bp., 1989 (Erato kiskönyvtár)
- Költői elmélkedések. Alphonse de Lamartine (1794–1869), Alfred de Vigny (1797–1863), Gérard de Nerval (1808–1855), Alfred de Musset (1810–1857) versei; ford. Babits Mihály et al.; Interpopulart, Szentendre, 1995 (Populart füzetek)